# Green Zone
Green Zone (br: Zona Verde / pt: Green Zone: Combate pela Verdade) é um filme americano de ação lançado em 2010, dirigido por Paul Greengrass. O enredo foi concebido a partir de um roteiro escrito por Brian Helgeland, baseado em um livro de não-ficção de 2006, Imperial Life in the Emerald City, do jornalista Rajiv Chandrasekaran. O livro documentou a vida dentro da Zona Verde em Bagdá durante a invasão do Iraque em 2003. 
É estrelado por Matt Damon, Amy Ryan, Greg Kinnear e Brendan Gleeson. A produção começou em janeiro de 2008 na Espanha e mudou-se mais tarde para o Marrocos.

## Elenco
- Matt Damon — Roy Miller
- Greg Kinnear — Clark Poundstone
- Amy Ryan — Lawrie Dayne
- Yigal Naor — General Mohammed Al-Rawi
- Nicoye Banks — Perry
- Jason Isaacs — Maj. Briggs
- Martin McDougall — Sr. Sheen
- Khalid Abdalla — Freddy
- Antoni Corone — coronel
- Tommy Campbell — Comandante Chopper Comms
- Paul McIntosh — agente da CIA.
- Sean Huze — Sargento do exército americano Conway
- Robert Harrison O'Neil — jornalista da TV
- Said Faraj — Seyyed Hamza